# Ruth Elg-Berg
Ruth Ingeborg Elin Elg-Berg, född 16 februari 1902 i Sankt Ilian i Västerås, död 5 december 1955 i Kramfors, var en svensk målare och teckningslärare.
Elg-Berg studerade vid Högre konstindustriella skolan i Stockholm 1925 och under studieresor till bland annat Danmark, Tyskland, Tjeckoslovakien och Schweiz. Hon medverkade i ett flertal norrländska samlingsutställningar. Hon var gift med Folke Berg och mor till konstnären Elg Kerstin Similä.